# Les Sorcières d'Halloween
Série Les Sorcières d'Halloween
Les Sorcières d'Halloween 2
(2001)
Pour plus de détails, voir Fiche technique et Distribution.
Les Sorcières d'Halloween (Halloweentown) est un téléfilm américain de la collection des Disney Channel Original Movie réalisé par Duwayne Dunham et diffusé en 1998 sur Disney Channel.

## Synopsis
Aggie Cromwell, une excentrique et puissante sorcière, quitte son effrayante et merveilleuse cité d'Halloween pour le monde des mortels dans le but unique de demander à sa fille Gwen et à ses petits-enfants de l'aider à sauver sa ville des sinistres forces du mal qui tentaient de s'en emparer. Une fois dans le monde des mortels, Aggie parle à sa fille qui refuse de l'aider, mais Marnie, la fille de Gwen, les entend. Marnie comprend alors qu'elle est une sorcière.
Et après une heure de réflexion, elle suit sa grand-mère Aggie jusqu'au bus qui les emmène dans la ville d'Halloween où les gens sont tous : vampires, fées, sorcières, farfadets et autres créatures magiques.
La vie de Marnie change ; elle devient une puissante sorcière, qui se bat contre les forces du mal avec sa famille (la famille Cromwell).

## Distribution
- Kimberly J. Brown (VF : Marie-Eugénie Maréchal) : Marnie Piper
- Debbie Reynolds (VF : Régine Blaess) : Splendora Agatha « Aggie » Cromwell
- Judith Hoag (VF : Anne Rondeleux) : Gwendolyn « Gwen » Piper
- Joey Zimmerman (en) (VF : Alexis Pivot) : Dylan Piper
- Emily Roeske (VF : Kelly Marot) : Sophie Piper
- Phillip Van Dyke (en) (VF : Jérôme Berthoud) : Luke
- Robin Thomas (en) (VF : Jean-Louis Faure) : Kalabar
- Rino Romano (VF : Éric Etcheverry) : Benny (voix)
- Kenneth Choi : la créature de la hanche

 Source et légende : version française (VF) sur RS Doublage